# ハンブルガ (小惑星)
ハンブルガ (449 Hamburga) は小惑星帯に位置する小惑星。きわめて小規模な小惑星族を代表する小惑星とされることがある。
1899年10月31日、マックス・ヴォルフとアルノルト・シュヴァスマンがハイデルベルクで発見した。ドイツの都市ハンブルクに因んで名づけられた。